# Šop Đokićův dům
Šop Đokićův dům (srbsky Шоп Ђокићева кућа) je historická budova a kulturní památka v srbském městě Leskovac. Budova se nachází ve středu města na Masarykově náměstí (srbsky Масариков трг). Jmenuje se podle svého původního vlastníka (rodiny Šop-Đokićů).
Dům ve stylu typickém pro tento region v období nadvlády Osmanské říše v současné době slouží pro potřeby Turistické organizace města Leskovace. Postaven byl nejspíše na přelomu 18. a 19. století. Má přízemí a jedno patro. Rekonstruován byl v 80. letech 20. století.